# Úžice (Kutná Hora)
Úžice é uma comuna checa localizada na região da Boêmia Central, distrito de Kutná Hora.